# Gyula II.
Gyula II. byl kolem poloviny 10. století náčelníkem stejnojmenného maďarského kmene v Transylvánii.
Pocházel z rodu, jehož příslušníci se honosili dědičným titulem gyula. Historici ho identifikují se Zomborem, jenž měl být podle kroniky Gesta Hungarorum jeho bratr a otec Gyuly III. Někteří kronikáři Gyulu považovali za potomka jednoho ze sedmi bájných náčelníků, kteří se svými kmeny během dobývání Panonské pánve Maďary osídlili Sedmihradsko (Transylvánii). Historik Vlad Georgescu nevylučoval ani tu možnost, že by Gyulův rod byl pečeněžského původu.
Historik Gyula Kristó se domníval, že se Gyulovo panství rozprostíralo mezi řekami Timiș, Mureș, Kriš a Tisa. Podle Florina Curta Gyula možná vládl rovněž nad jižní oblastí Panonské pánve. Péter Váczy uvedl zase to, že gyulský kmen do Sedmihradska přišel právě za vlády Gyuly II.
Kolem roku 952 Gyula II., jak vypráví kronikář Ioannes Skylitzes, navštívil Konstantinopol, kde ho údajně osobně byzantský císař Konstantin VII. Porfyrogennetos pokřtil. Gyula současně obdržel čestný titul konstantinopolského patricije a přijal jméno Štěpán. Zpět do Sedmihradska ho doprovázel misijní biskup Hierotheos. Později Gyula svou dceru Sarolt provdal za uherského velkoknížete Gejzu.